# Flacherie
 (novembre 2008).
Si vous disposez d'ouvrages ou d'articles de référence ou si vous connaissez des sites web de qualité traitant du thème abordé ici, merci de compléter l'article en donnant les références utiles à sa vérifiabilité et en les liant à la section « Notes et références ».
La flacherie est une maladie du ver à soie, dite aussi maladie des morts-flats, causée par l'ingestion de feuilles de mûrier infectées. Les vers morts de flacherie sont flasques, d'où le nom de la maladie (flache et flat étant des variantes régionales de flasque). Les cadavres ne tardent pas à entrer en putréfaction et leur intérieur ne contient bientôt plus qu'un liquide brunâtre.
Il y a deux (ou trois) sortes de flacherie : essentiellement, la flacherie infectieuse (virale) et la flacherie non infectieuse (flacherie touffée[réf. nécessaire]). Cliniquement, les deux formes de flacherie sont une diarrhée mortelle.
La flacherie touffée est causée par une vague de chaleur.
La cause de la flacherie virale est une infection par Bombyx mori infectious flacherie virus (BmIFV), Bombyx mori densovirus (BmDNV) ou Bombyx mori cypovirus 1 (BmCPV-1). Le virus, seul ou combiné à une infection bactérienne, détruit le tissu des intestins. Au nombre des agents pathogènes bactériens qui contribuent à la flacherie infectieuse figurent Serratia marcescens et, dans la forme de la maladie connue sous le nom  thatte roga, des espèces des genres Streptococcus et Staphylococcus.
En 1865, Louis Pasteur fut le premier à découvrir que la mortalité due à la flacherie infectieuse était la conséquence d'une infection. Il développa une méthode permettant aux éleveurs de vers à soie de séparer les œufs infectés en utilisant un microscope.

## Autres maladies du ver à soie
- Pébrine
- Muscardine